# Mahmood Abdulqader
Mahmood Abdulqader Ali (født 4. Oktober 1983) er en bahrainsk håndboldspiller. Han spiller for Barbar Club og Bahrains håndboldlandshold.
Han deltog under VM i håndbold 2017.